# صوت العصافير
مجلة صوت العصافير هي مجلة إماراتية شهرية تصدر عن إدارة الإعلام والعلاقات العامة بالمجلس الأعلى للطفولة، حكومة الشارقة، صدر العدد التجريبي الثاني منها في نوفمبر 1998م، العنوان: الشارقة، ص.ب: 33472، شعارها «مجلة الطفل العربي»، ليس هناك إشارة إلى هيئة التحرير.
تعتمد المجلة على التأليف والترجمة حيث تنشر  القصص الكرتونية التي تصل إلى 16 صفحة من بين 50 صفحة ملونة مطبوعة على ورق مصقول ذات قطع 21×28 سم، تهتم المجلة بنشر الشعر بشكل ملحوظ، والقصص القصيرة، وتهتم أيضاً بنشر المعلومات والثقافة العامة، كما أنها تعتمد على الرسوم والتأليف المحلي والعربي، وقصص الخيال العلمي.
تخلو المجلة من المسابقات ومن الإعلانات، تنشر صورَ القراء، كما تنشر المجلة رسوماتهم. ليس على المجلة إشارة أنها للبيع.

## الشخصيات
- خولة
- شمسة
- سالم العالم

## الأبواب
- صدمة
- موسوعة العصافير
- سؤال وجواب
- من التراث الخليجي
- بأقلام العصافير
- هواة التلوين
- أخبار من العالم
- الرسامون الصغار
- ألواني

## فريق العمل

### الكتاب
- نجاة أبو سمرة
- فيصل الحجلي
- فتحية عبد السلام
- سلطان خليفة
- علي بن محمد الزرعوني
- كمال صلاح
- هيام نعيم
- ماريا بن محمد الغامدي
- صالحة غابش

### الرسامون
- خالد محمد علي
- حسين القيسي
- راشد بن سلطان الكباريتي
- عبد القادر حسن
- محمد أيوب
- علي بن خالد السويدي
- فيصل بن عبيد السويدي
- فؤاد حسين أرناوؤط
- عبد القادر حسن الكربلائي
- زهراء عودة
- عبد الله بن سلطان آل مكتوم